# 共産主義労働者党赤色戦線派
共産主義労働者党赤色戦線派（きょうさんしゅぎろうどうしゃとうせきしょくせんせんは）とは、日本の新左翼党派共産主義労働者党から分裂し1972年に結成された組織である。

## 概要
70年安保闘争の後、共産主義労働者党（共労党）及びその学生組織であるプロレタリア学生同盟（プロ学同）の運動方針、1969年の沖縄闘争や11決戦、70年安保闘争の総括を巡り党内に分裂が生じていた。
そのような中でかつて党内において「全人民武装決起貫徹」を標榜していたいいだももらを中心とした一部のメンバーによって赤色戦線派として1971年頃より党内の一フラクションとして組織され、1971年秋に武装闘争に踏み切ろうとした折、共労党内の労働者革命派とプロレタリア革命派が同調して阻止し、その後除名された赤色戦線派が1972年12月に共労党赤色戦線派として結成された。
1972年8月25日には日本赤軍結成後の共産同赤軍派内の残存メンバー、反戦共闘（レーニン研究会）や旧ML派（後に解放委員会）らとともに「ベトナム八月革命支援集会」を開催し、「八・二五共闘」を発足した。
独立後、三里塚闘争等にも参加していたが、メンバーが集まらず更に指導者であるいいだももの離脱などにより党派としては停滞し1980年頃まで活動していたとされる。一部の残存メンバーはその後も三里塚闘争などで活動していた。

## エピソード
三里塚闘争に参加していた折、毛沢東語録を読んでおり他党派から失笑されたという。

## ヘルメット
| 前面     | 後面 |
| -------- | ---- |
| 赤色戦線 | RF   |